# Golfe de Mégare
Pour les articles homonymes, voir Mégare (homonymie).

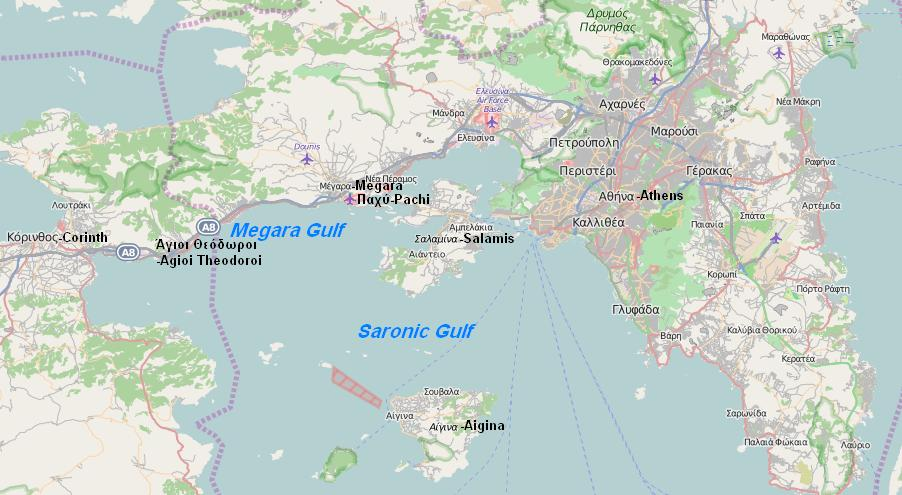
Golfe de Megare et golfe saronique.

Le golfe de Mégare (en grec moderne : Κόλπος Μέγαρωνν) est un golfe de la mer Méditerranée situé près de Mégare, en Grèce.
Il forme une des parties nord du golfe Saronique.